# آيت ويخلفن
آيت ويخلفن هي قرية مغربية وسط البلاد.تقع آيت ويخلفن جنوبي مكناس. تنتمي آيت ويخلفن لإقليم الحاجب، وتضم 4.303 نسمة (حسب الإحصاء الرسمي 2004).